# 市民四季の森

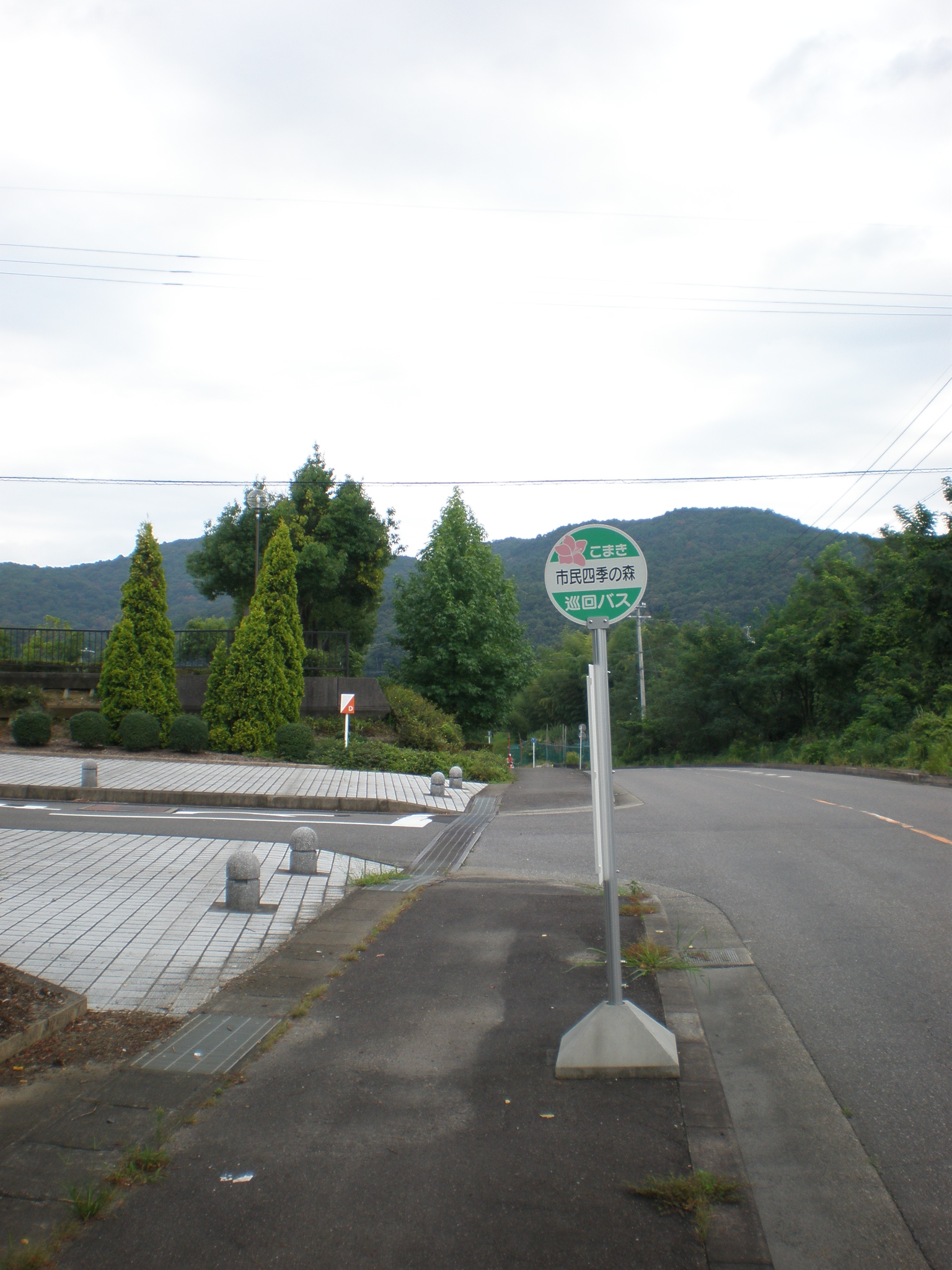
「市民四季の森」停留所

市民四季の森（しみんしきのもり）は、愛知県小牧市にある公園である。

## 概要
通称「四季の森」。公園分類は"総合公園"。敷地面積は27.8ha。アジサイやバラなどの多数植物が植えられている他、動物と触れ合える施設やスポーツ施設などがある。一部のスポーツ施設を除したほとんどの施設が無料で利用できることから、人気を博している。

## 沿革
- 1993年（平成5年）8月1日 - ディスクゴルフ場がオープン。
- 1994年（平成6年）7月26日 - 市民四季の森一部がオープン。
- 2002年（平成14年）10月5日 - 水辺の音楽広場がオープン。

## 施設
- エントランス広場
- イベント広場
- 四季の家 - 休憩場。トイレあり。自販機コーナーあり。
- 市民の森
- アジサイの丘
- わんぱく冒険広場 - 展望台やトンネルなどの遊具が設置されている。
- ソリスベリの丘 - 巨大な坂を、そりに乗って滑り降りる事ができる。子供に人気が高い。
- ちびっこ動物村 - 豚やヤギ、リス、ポニーなどの動物が飼育されている。一部の動物には触る事もできる。
- 野草小広場
- くつろぎ広場
- 虹の滝
- ロックガーデン
- 展望広場
- 小鳥の森
- 水辺の音楽広場
- パークゴルフ場（※ 有料）
- バーベキュー場 - 使用するには、施設内での手続きが必要。
- 昆虫の林
- 林の教室
- 花見の丘
- 多目的広場
- ディスクゴルフ場（※ 有料）

## イベント
バラ・アジサイまつり
毎年5月中旬～6月中旬にかけて行なわれるイベント。園内には、多数のバラやアジサイが植えられている。その開花時期に合わせて、この時期に行なわれる。
大山川ホタルまつり
毎年6月に行なわれるイベント。この辺りではホタルの飼育が行なわれており、飛翔時期がちょうど6月頃のため、この時期に行なわれている。主催は、「大山川を愛する市民の会」。

## ギャラリー

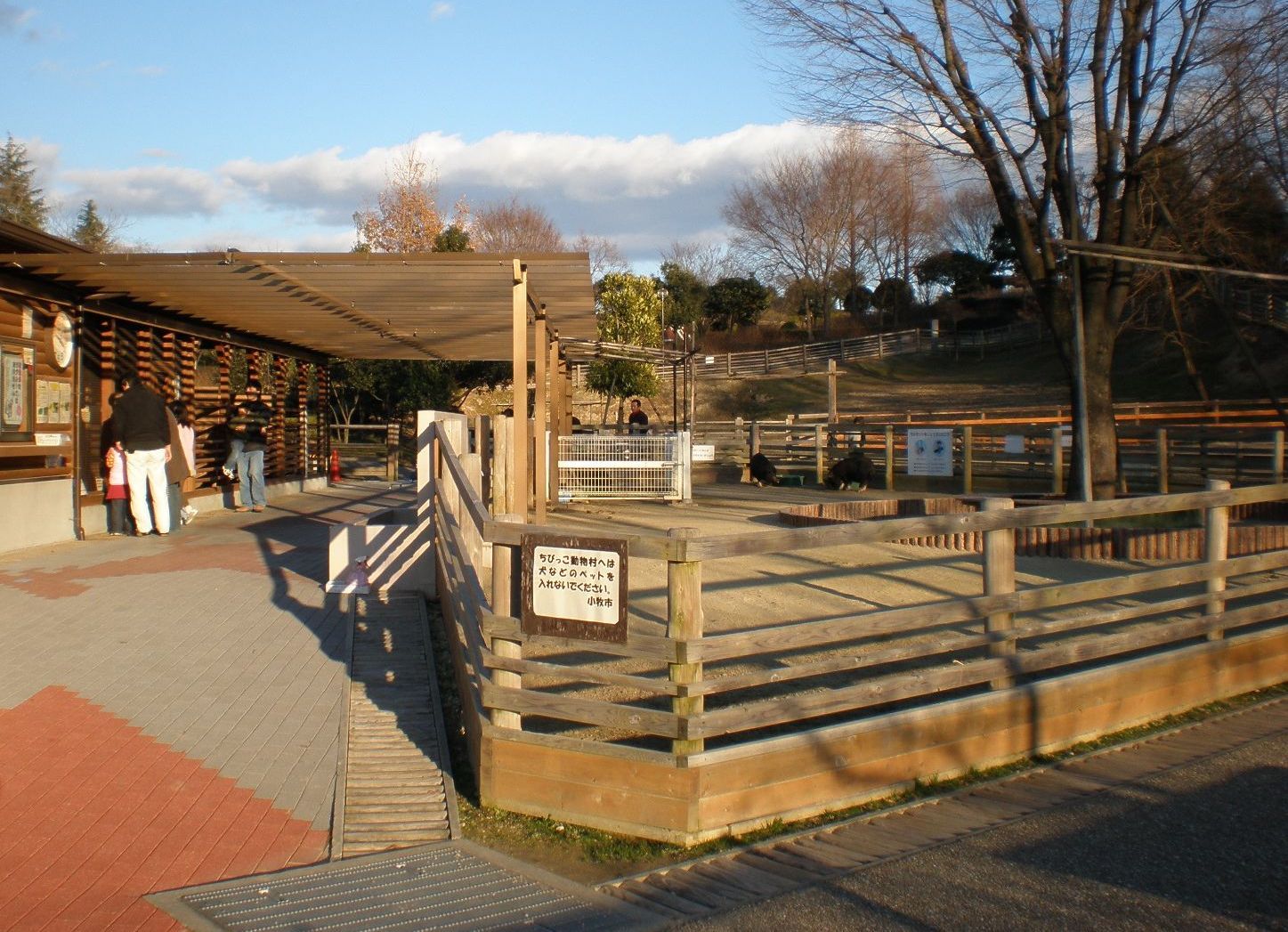
ちびっこ動物村
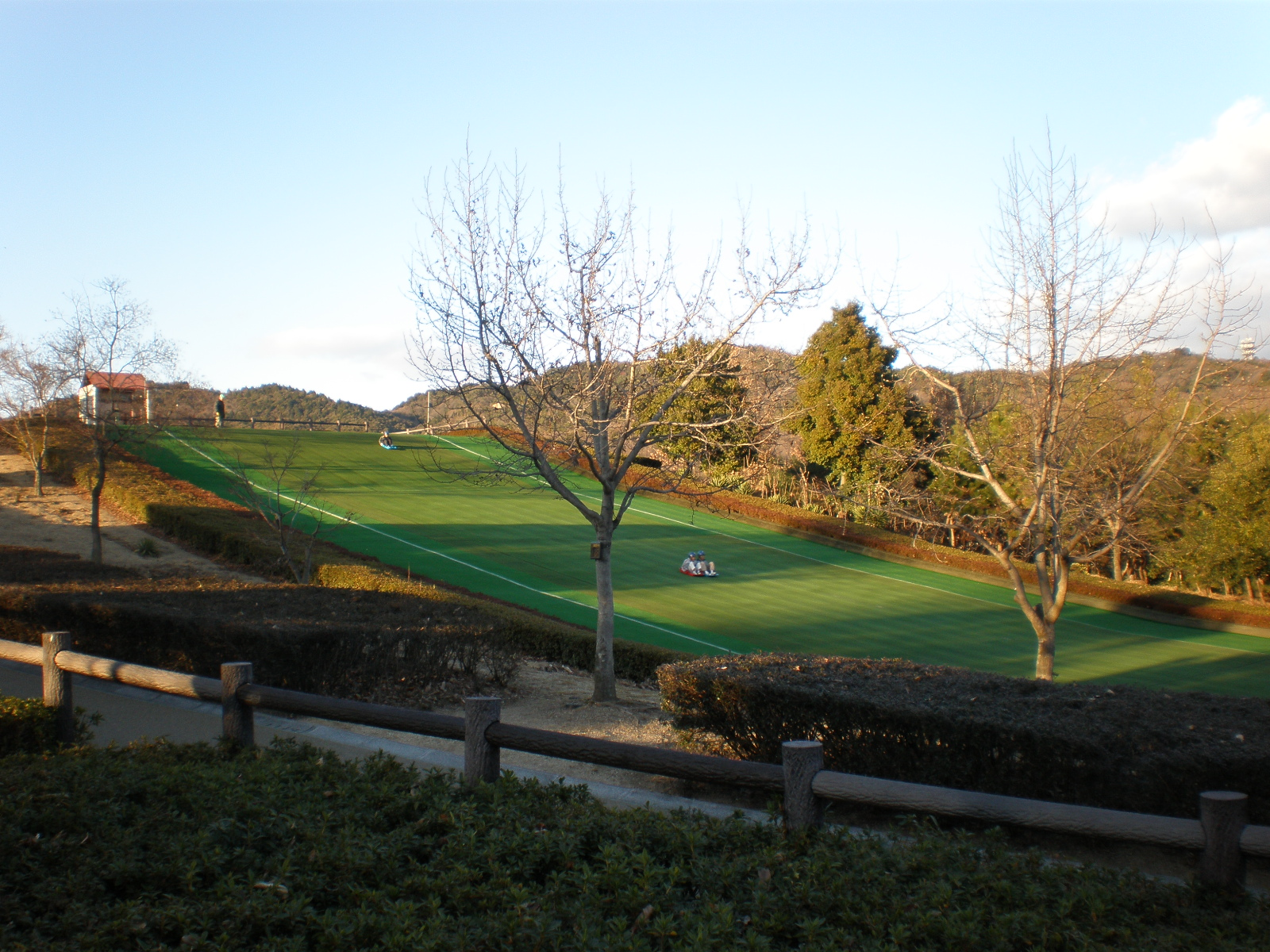
ソリスベリの丘
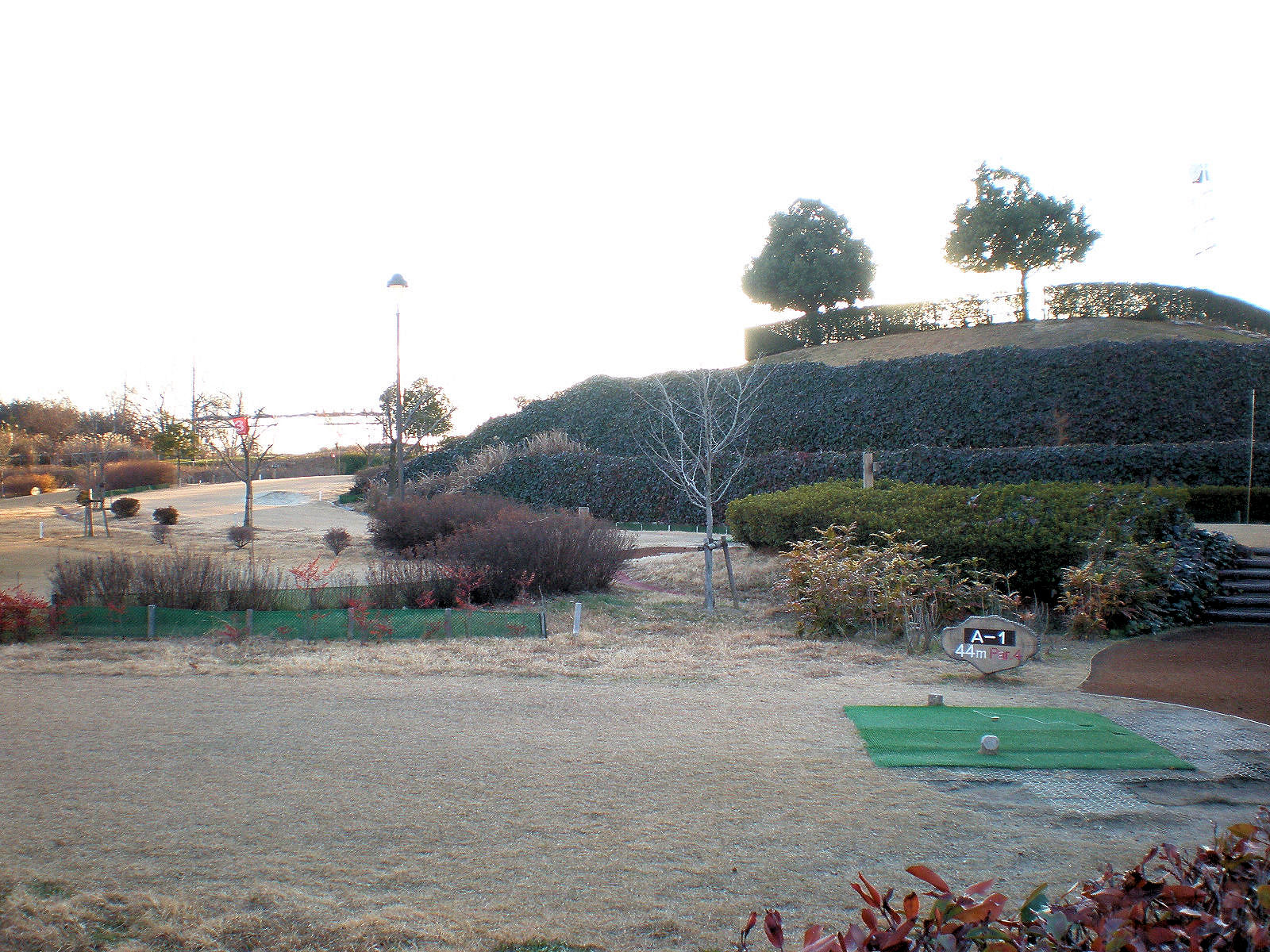
パークゴルフ場
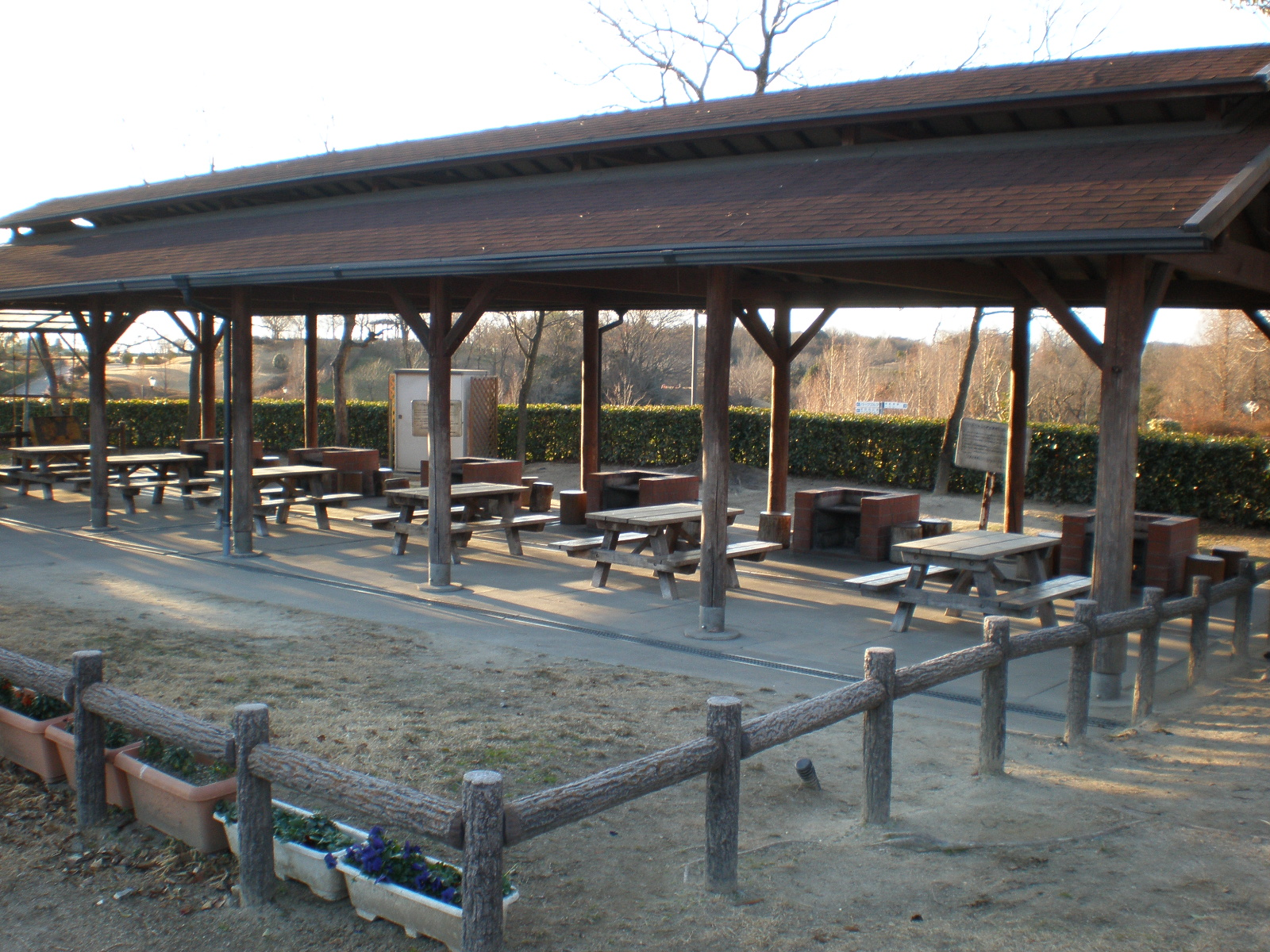
バーベキュー場

## 交通手段
- こまき巡回バスの「市民四季の森」または ｢市民四季の森南｣ 停留所下車。

## 所在地
- 愛知県小牧市大字大草5786-1